# Grant Cremer
Grant Cremer, född 9 juni 1978, är en australisk friidrottare. Han deltog vid olympiska sommarspelen 2000.